# Magistralinis kelias A21
La Magistralinis kelias A21 (in lituano Panemunės aplinkkelis) è una strada maestra della Lituania, ma percorre il Paese baltico per soli 4 km, poiché la maggior parte del tratto percorre l'Oblast' di Kaliningrad in Russia e rientra nella tangenziale di Sovetsk.

## Descrizione

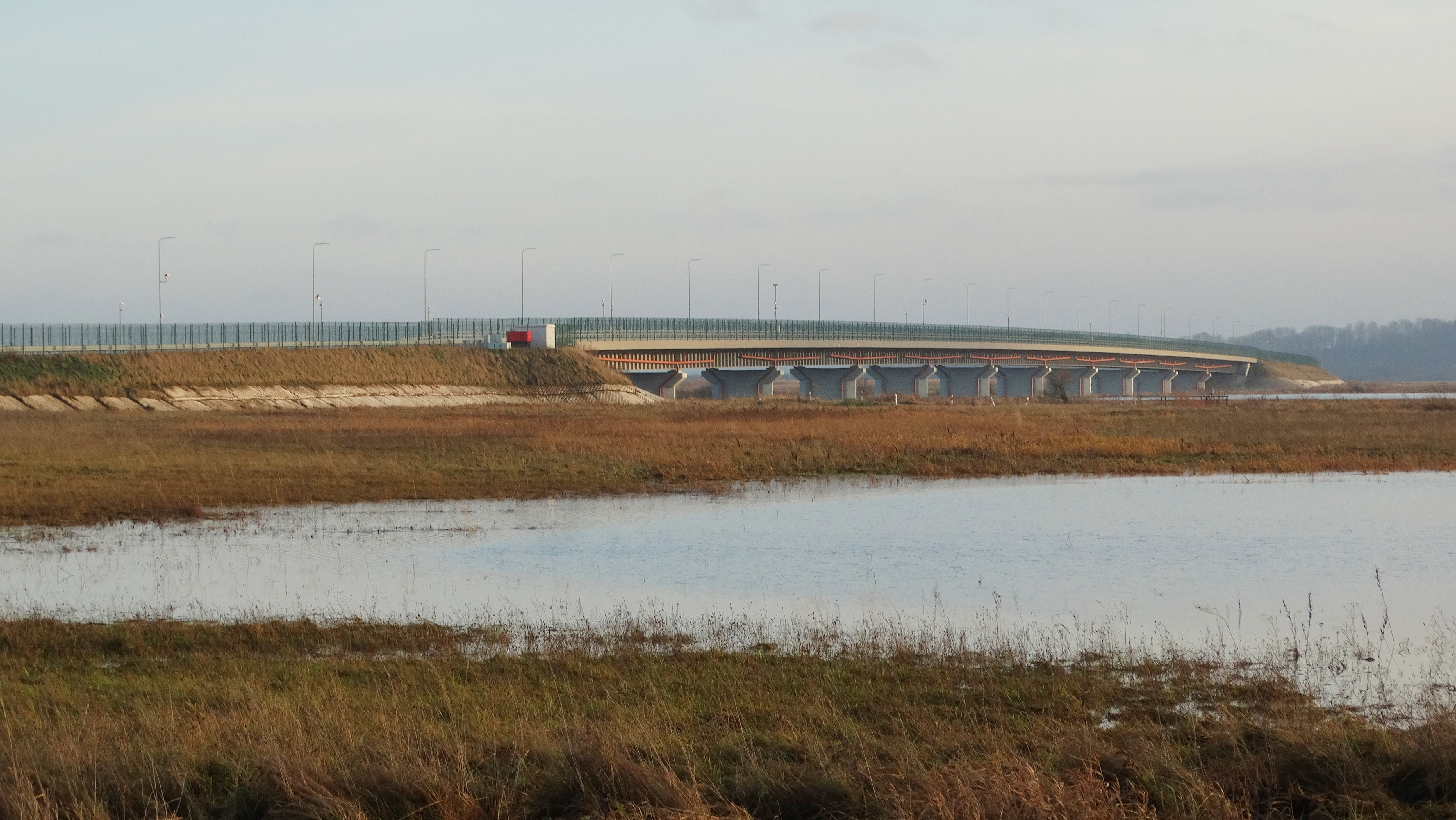
La bretella A21 presso il fiume Nemunas

La A21 fa parte della circonvallazione orientale della città di Sovetsk nell'Oblast' di Kaliningrad, Russia. Il fiume Nemunas segna il confine tra i due Stati. La A21 si collega alla A12 e attraversa il corso d’acqua per proseguire in territorio russo come A216.
La strada è stata realizzata tra il 2014 e il 2015 per alleggerire il valico di frontiera verso Sovetsk sullo storico ponte della regina Luisa.